# Meine bessere Hälfte
Meine bessere Hälfte ist eine US-amerikanische Filmkomödie aus dem Jahr 1947 von William D. Russell mit Joan Caulfield und William Holden in den Hauptrollen. Der Film wurde von Paramount Pictures produziert und basiert auf dem Bühnenstück Dear Ruth von Norman Krasna.

## Handlung
1944 leistet die frühreife 16-jährige Miriam Wilkins in einem Vorort von New York City ihren Beitrag zu den Kriegsanstrengungen, indem sie dem Kriegsminister Briefe schreibt, in denen sie ihn drängt, auch Frauen einzuziehen. Sie protestiert gegen die französische Politik des Außenministeriums, indem sie ein Barett trägt, meldet ihre Eltern zur Blutspende an und schreibt an amerikanische Soldaten in Übersee. Eines Tages kommt der junge Lieutenant William Seacroft während eines zweitägigen Urlaubs von der italienischen Front im Haus der Wilkins an und bittet darum, Miriams 22-jährige Schwester Ruth zu sehen, mit der er Liebesbriefe ausgetauscht hat. William stellt sich nervös Ruths Eltern, Harry und Edie, vor, die noch nie von ihm gehört haben. Obwohl sie es William nicht sagen, ist Ruth in Albert Kummer verliebt, einen 34-jährigen Faulpelz, der mit ihr in der Stadtbank arbeitet. William erklärt, dass Ruth ihn, obwohl er Flugangst hat, dazu inspiriert hat, Bombenschütze zu werden, weil einem Flieger nach 25 Einsätzen Urlaub garantiert ist.
Harry und Edie laden William an diesem Abend zum Abendessen ein. Ruth kommt nach der Arbeit nach Hause und verkündet, dass sie und Albert verlobt sind. Miriam gesteht, dass sie William Ruths Bild geschickt und ihm sechzig Briefe und Gedichte geschrieben hat, als Teil einer Kampagne zur Stärkung der Moral der Soldaten. Als William zum Abendessen erscheint, um Ruth endlich kennenzulernen, erkennt diese, dass er glaubt, in sie verliebt zu sein, und stimmt zu, so zu tun, als hätte sie die Briefe geschrieben, um seine Gefühle zu schonen. Der wütende Albert verbringt den Abend mit Harry und Edie und wartet auf Ruth, die mit William ausgeht und erst nach ein Uhr morgens nach Hause kommt. Berührt von Williams unschuldigem Charme bittet Ruth Miriam um seine Briefe und entdeckt seinen Idealismus.
Am nächsten Morgen schickt William Ruth einen Strauß voller Flieder sowie zweihundert Schachteln Maiskaramellen, die Miriam in den Briefen als ihre Lieblingsleckereien erwähnt hatte. Williams Schwester Martha aus Philadelphia kommt, um ihren Bruder zu besuchen, und fragt, wann William und Ruth heiraten werden. William erscheint und küsst Ruth vor Albert und der Familie. Ruth besteht darauf, dass Albert und Martha mit ihnen eine U-Bahnfahrt machen, um nicht mit William allein zu sein. Während sie unterwegs sind, trifft Williams Kamerad, Sergeant Chuck Vincent, ein, mit dem Martha verlobt war. In der Zwischenzeit sorgt Martha dafür, dass Albert die U-Bahn verpasst, damit William mit Ruth allein sein und ihr einen Heiratsantrag machen kann. Albert wird verhaftet, weil er über ein Drehkreuz gesprungen ist, um die Bahn noch zu erreichen. Als er wieder bei den Wilkins ankommt, ist er wütend. Als die anderen zum Mittagessen zurückkommen, verkündet William, dass er und Ruth heiraten werden. Er erfährt, dass er und Chuck in Florida stationiert werden, sodass sie beide sofort heiraten können. Chuck und Martha versöhnen sich, und Harry, von Beruf Richter, stimmt zu, sie noch am selben Nachmittag zu trauen. Schließlich erzählt Ruth William, dass sie nur zugestimmt hat, ihn zu heiraten, um seine Gefühle zu schonen. Nun erst wird William klar, dass sie mit Albert verlobt ist.
Miriam entschuldigt sich bei William. Als dieser erkennt, dass sie es war, die ihm geschrieben hat, ist er überwältigt von Ruths Freundlichkeit. William geht, um Reisevorbereitungen für sich und Chuck und Martha zu treffen. Als er zurückkommt, stößt er gutmütig auf Albert und Ruth an und sagt ihr, er wisse, dass Miriam die Briefe geschrieben habe, und verabschiedet sich. Harry erzählt Ruth, dass er Geld darauf gesetzt hat, dass sie mit William durchbrennt. Tatsächlich hat sich Ruth in den Lieutenant verliebt. William kommt zurück, weil er Harry versehentlich sein Ticket nach Florida gegeben hat. Ruth sagt ihm, dass sie schon immer Florida sehen wollte. In der Hoffnung, dass Ruth ihre Meinung ändern würde, hat Harry zwei Heiratsurkunden vorbereitet, verheiratet das Paar schnell und huscht mit den beiden durch die Hintertür hinaus, bevor Albert erscheint.

## Hintergrund
Gedreht wurde der Film Mitte August bis Anfang Oktober 1946.
Laut einer Pressemeldung war Paulette Goddard für die Rolle der Ruth vorgesehen, Sonny Tufts für die männliche Hauptrolle und Diana Lynn für die Rolle der Miriam. Laut Studio-Werbung wurden die Außenaufnahmen für die umfassenden Aufnahmen des Hauses der Wilkins in einem Wohnhaus in der Nähe des Campus der UCLA in Westwood gedreht. Die Innenräume des Hauses und die Fassade wurden im Studio gebaut.
Laut Presseartikeln wurde der Film im Oktober 1946 „zu einer Zeit fertiggestellt, als alles, was mit dem Krieg zu tun hatte, nicht mehr lustig erschien“. Infolgedessen wurde die Veröffentlichung des Films verschoben.
Der Film war der erste einer dreiteiligen Serie, die auf den von Norman Krasna geschaffenen Figuren basierte. 1949 veröffentlichte Paramount Dear Wife unter der Regie von Richard Hayden und mit den meisten der ursprünglichen Darsteller, der die Geschichte nach der Hochzeit von Ruth und William aufgriff. Eine weitere Fortsetzung, Dear Brat, unter der Regie von William A. Seiter, zeigte 1951 Mona Freemans Figur Miriam und andere aus den ersten beiden Filmen, Caulfield und Holden traten im dritten Teil nicht auf.
Im Juni 1946 wurde berichtet, dass Columbia Pictures Norman Krasna und die Broadway-Produzenten Joseph Hyman und Bernard Hart verklagte, weil das Stück „Dear Ruth“, das 683 Mal aufgeführt wurde, eine Verletzung des urheberrechtlich geschützten Drehbuchs „Dear Mr. Private“, das Columbia gehörte, darstellen würde. Im August 1946 wies der Oberste Gerichtshof des Staates New York die Klage ab.
Hans Dreier und Earl Hedrick oblag die künstlerische Leitung. Sam Comer und Syd Moore waren für das Szenenbild zuständig, Edith Head für die Kostüme, Wally Westmore für das Maskenbild. Farciot Edouart schuf die visuellen Effekte.
Der Titelsong Dear Ruth stammte von Ray Evans und Jay Livingston.

## Veröffentlichung
Die Premiere des Films fand am 29. Mai 1947 in Asbury Park (New Jersey) statt. In Österreich kam er am 1. September 1950 in die Kinos.

## Kritiken
Der Filmkritiken-Aggregator Rotten Tomatoes hat in einer Auswertung ein Publikumsergebnis von 87 Prozent positiver Bewertungen ermittelt.
Bosley Crowther von der The New York Times befand, es handele sich um einen jener reinen Spaß-Ausflüge, der sich sprudelnd und funkelnd seinen Weg in das Herz des Zuschauers bahne und jeden Widerstand, den eine schmucklose Skizze der konventionellen Handlung hervorrufen könnte, völlig entwaffne. Auch wenn der Rahmen, um den sich diese muntere Geschichte einer fehlgeleiteten Liebe dreht, keinen Originalitätspreis gewinnen werde, so seien die Dialoge doch voller Schwung und werden von einer kleinen und fachkundigen Besetzung mit bestem Humor gespielt.
James Agee schrieb im Magazin Time, der Film sei immer noch einigermaßen unterhaltsam, auch wenn er erst verspätet auf die Leinwand kam, bezogen auf die Zeit der Aufführungen des Broadway-Hits während des Krieges.
Im Männermagazin Esquire legte Jack Moffitt dar, dass aus dem Erfolgsstück ein mittelmäßiger Film geworden sei. Man könne dem Drehbuch keine Vorwürfe machen. Arthur Sheekmans Drehbuch behalte fast alle guten Dialoge von Krasna bei.